# Пархерст, Фредерик Хейл
Фредерик Хейл Пархерст (англ. Frederic Hale Parkhurst; 5 ноября 1864 — 31 января 1921) — американский политик-республиканец, 52-й губернатор штата Мэн.

## Молодость
После окончания школы в Бангоре, Пархерст получил образование в Колумбийской юридической школе в Вашингтоне. Вскоре он вернулся в родной город, где стал работать адвокатом, одновременно помогая отцу, который занимался изготовлением изделий из кожи.

## Политическая карьера
В 1893 году Пархерст начал работать в муниципалитете Бангора. В 1895, 1896 и с 1899 по 1902 год он являлся членом Палаты представителей штата Мэн. В 1901—1904 годах был одним из консультантов губернатора Джона Хилла. В 1907 году был избран в сенат Мэна, где пробыл до 1908 года.
В 1920 году Пархерст баллотировался на должность губернатора Мэна, и победил с перевесом в 65 % голосов Карла Милликена. 5 января 1921 года, в день официального вступления в должность, Пархерст упал в обморок, а 31 января скончался от пневмонии. В истории штата Мэн это самое короткое, наряду с однодневным губернаторством Натаниэля Хаскелла, пребывание в должности.